# Breg ob Savi
Breg ob Savi este o localitate din comuna Kranj, Slovenia, cu o populație de 412 locuitori.